# Joseph Van Volxem
Joseph Charles Jules Ghislain Van Volxem (Brussel, 24 juni 1822 - aldaar, 9 april 1893) was een Belgisch advocaat, volksvertegenwoordiger en burgemeester van Laken.

## Biografie

### Familie
Joseph Van Volxem was een zoon van Guillaume Van Volxem en Adelaïde Willems. Zijn vader was advocaat, provincieraadslid van Brabant, volksvertegenwoordiger, burgemeester van Brussel en minister van Justitie.
Hij trouwde in 1846 in Brussel met Marie-Louise Stock (1828-1910). Ze kregen zeven kinderen. Onder hen:
- Émilie Van Volxem (1850-1929), trouwde in 1870 in Brussel met baron Henri de Rasse (1845-1870), advocaat, zoon van baron Alphonse de Rasse, burgemeester van Doornik, senator en voorzitter van de Raad van Adel. Ze kregen een dochter, met afstammelingen tot heden. Ze hertrouwde in 1876 in Laken met Louis Orts (1842-1891), advocaat bij het Hof van Cassatie, zoon van Auguste Orts, advocaat bij het Hof van Cassatie, hoogleraar aan de Université libre de Bruxelles, schepen van Brussel, voorzitter van de Kamer van volksvertegenwoordigers en minister van Staat.

Hij was een neef van baron Gustave de Mévius en Edmond Willems.

### Loopbaan
Van Volxem promoveerde in 1841 tot doctor in de rechten aan de Université libre de Bruxelles en vestigde zich als advocaat in Brussel, een beroep dat hij uitoefende tot aan zijn dood.
In 1859 werd hij verkozen tot liberaal volksvertegenwoordiger voor het arrondissement Brussel en vervulde dit mandaat tot in 1864. Van 1872 tot 1877 was hij ook burgemeester van Laken.
Hij was vrijmetselaar in de loge Les Vrais Amis de l'Union en vervolgens in Les Vrais Amis de l'Union et du Progrès Réunis.